# 岩地村
岩地村（いわちむら）は、かつて岐阜県稲葉郡にあった村である。
現在の岐阜市岩地などに該当する。
当村発足時は厚見郡の村であったが、郡の合併で稲葉郡の村となった。

## 歴史
- 1889年（明治22年）7月1日 - 町村制により岩地村が発足。
- 1897年（明治30年）4月1日[2] - 方県郡の一部、厚見郡、各務郡が合併し、稲葉郡となる。当村は稲葉郡となる。
- 1897年（明治30年）4月1日 - 岩戸村、北一色村、野一色村、左兵衛新田、水海道村、前一色村と合併し、北長森村が発足。同日岩地村は廃止。